# Hessenschau

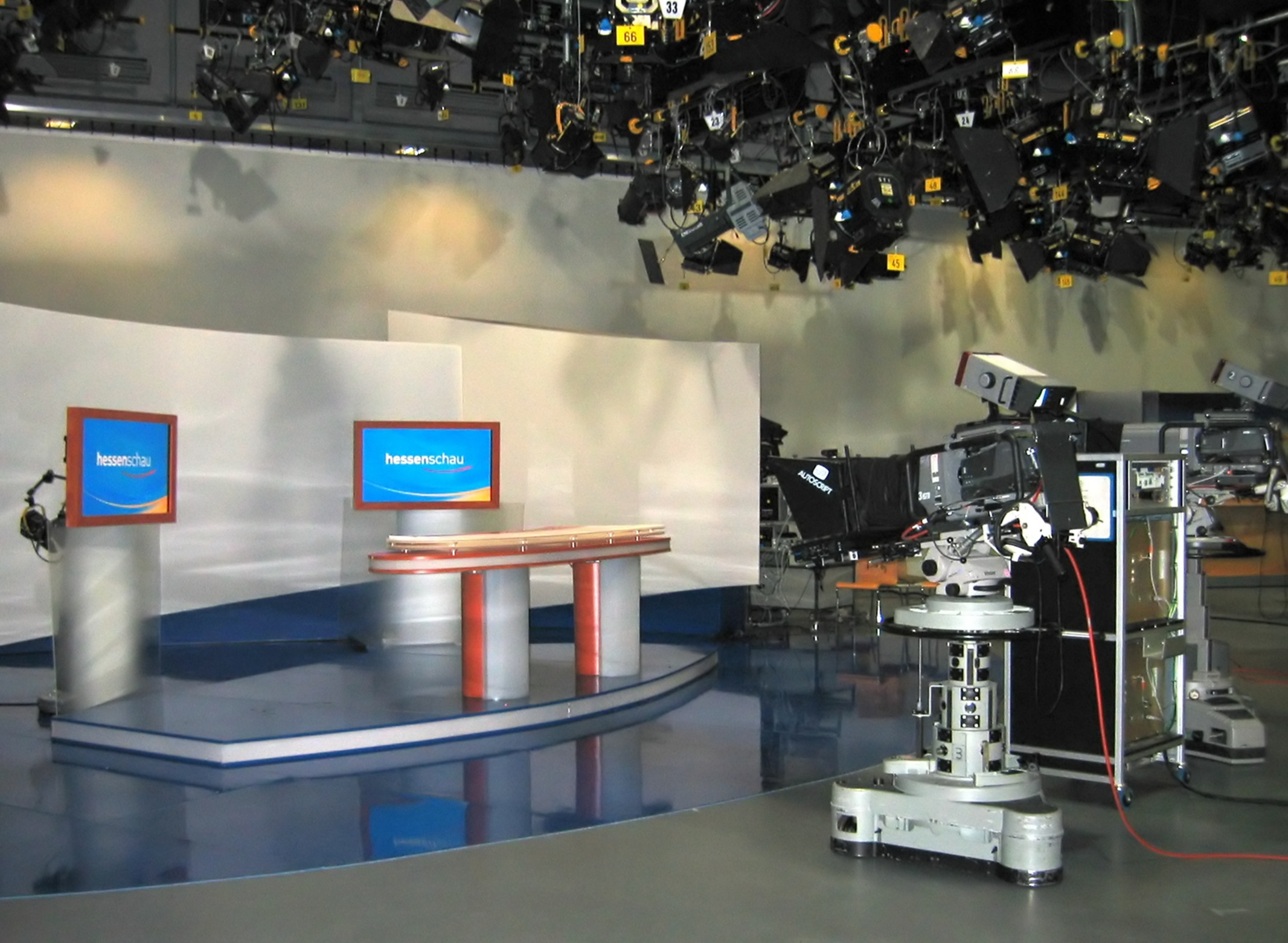
Kulisse der hessenschau im hr-Fernsehstudio 2, Frankfurt am Main, bis September 2013

Das Logo der hessenschau bis August 2013

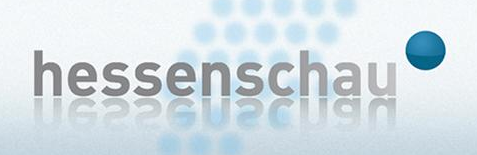
Das Logo der hessenschau von September 2013 bis Juli 2015

Die hessenschau ist das regionale Informations- und Nachrichtenangebot des Hessischen Rundfunks. Im Fernsehen, Internet und Radio liefert die hessenschau täglich Informationen aus Politik, Wirtschaft, Gesellschaft und Kultur aus Hessen. Im hr-fernsehen ist die Hauptausgabe des Regionalmagazins um 19:30 Uhr die Sendung mit der höchsten Einschaltquote. Die Online-Nachrichtenseite des Hessischen Rundfunks firmiert seit dem 21. Juli 2015 unter hessenschau.de (vormals hr-online.de). Seit September 2017 sind die aktuellen hessenschau-Nachrichten auch als App verfügbar. Die hessenschau ist zudem in den Sozialen Netzwerken auf Twitter, Instagram, Facebook und YouTube vertreten.

## Ausgaben und Moderatoren
Seit Oktober 2009 gibt es neben der Hauptausgabe auch Kompaktausgaben um 16:45 Uhr, um 17:45 Uhr und eine Spätausgabe zu wechselnden Sendezeiten ab 21:30 Uhr (bis November 2020 hessenschau kompakt). Seit 31. Mai 2021 wird die Spätausgabe unmoderiert gesendet und beinhaltet neben einer Tageszusammenfassung ein Schwerpunktthema. 
Die Moderatoren des Magazins um 19:30 Uhr sind Hülya Deyneli, Kristin Gesang, Andreas Hieke und Daniel Johé. Die Nachmittagsausgaben werden von Jennifer Sieglar, Martin Wirsing, Claudia Schick, Marcel Wagner und Kai Fischer moderiert. Seit 13. September 2021 wird die Nachmittagsausgabe um 17:45 Uhr um einen fünfminütigen Sportblock erweitert, der von Janine Hilpmann, Markus Philipp, Heiko Neumann und Ralf Scholt moderiert wird. Bei aktuellen Ereignissen wird eine hessenschau extra ins Programm genommen. Die Redaktion leitete ab 2007 Jörg Rheinländer, sein Nachfolger wurde im Juli 2012 Frank Böhm, gefolgt von Nina Pater im September 2018.
Die Hauptausgabe der hessenschau wird in der Regel im morgendlichen Programm des HR-Fernsehens und auf tagesschau24 wiederholt.
Bekannte ehemalige Moderatoren der hessenschau sind Constanze Angermann, Uwe Günzler (1941–2008), Sascha Hingst, Frank Lehmann, Barbara Müller-Geskes, Barbara Siehl, Lutz Weber (1950–2023) und Holger Weinert.

## Geschichte
Am 1. April 1957 startete als gemeinsames Regionalprogramm des Hessischen Rundfunks, Südwestfunks und Süddeutschen Rundfunks die sogenannte Abendschau. Aus ihr entstand vier Jahre später die hessenschau. Die erste Sendung wurde am 2. Januar 1961 im Vorabendprogramm des Deutschen Fernsehens ausgestrahlt. Im April 1986 wechselte die Sendung ins Dritte Programm. Am 19. Januar 1997 startete die Sendung auch mit einer Ausgabe am Sonntag und wird seitdem täglich ausgestrahlt. Seit Oktober 2009 gibt es drei Kurzausgaben der hessenschau.
Seit September 2008 wird die hessenschau im Breitbildformat 16:9 ausgestrahlt, seit 27. Januar 2015 in nativem HD.
In der ersten Januarwoche des Jahres 2011 wurde ein Spezial zum Thema „50 Jahre hessenschau“ gesendet. Unter dem gleichen Titel ist im Februar 2011 zu diesem Jubiläum auch eine DVD mit zeitgeschichtlichen Filmausschnitten erschienen.
2013 wurde nach den Sommer-Ausgaben das hessenschau-Studio modernisiert und das Logo überarbeitet.
Im Herbst 2014 wurde mit den Vorbereitungen zum Umzug der Sendung in ein virtuelles Studio (Greenbox-Verfahren mit 3D-Echtzeitgrafiksystemen) begonnen; seit dem 20. Juli 2015 wird die hessenschau aus dem neuen virtuellen Studio im Gebäude K des Hessischen Rundfunks ausgestrahlt. Dabei kommt auch eine neue Regie- und Studioautomationssoftware zum Einsatz, die die robotischen Kameras, das Studiolicht, den Bildmischer, das Tonmischpult, die Videoserver zur Beitragszuspielung sowie die Grafiksysteme zur Schrifteinblendung (2D-Grafik) und für die virtuellen Studiohintergründe (3D-Grafik) über eine zentrale Bedienoberfläche ansteuert. Mit der Umstellung auf das neue virtuelle Studio im Juli 2015 wurden Logo, Titelmelodie und Markenauftritt ebenfalls modernisiert.
Seit 8. November 2020 sendet die hessenschau in einem neuen Design. Im virtuellen Studio werden seitdem großflächigere Bilder und Grafiken eingebunden. Im Zuge dessen fiel der Namenszusatz kompakt bei den Kurzausgaben weg. Die Sondersendungen des hr-fernsehens, die bisher unter dem Titel hessen extra firmierten, heißen seitdem hessenschau extra.
Die Spätausgabe wurde im Frühjahr 2021 durch eine Schwerpunktausgabe ohne Moderator ausgetauscht.

## Kontroversen
Bei der Berichterstattung zu Demonstrationen gegen Rechtsextremismus im Januar 2024 interviewte die Hessenschau Hadija Haruna-Oelker als Demonstrationsteilnehmerin, macht jedoch bei der Ausstrahlung des Interviews nicht kenntlich, dass sie auch Mitarbeiterin des hessischen Rundfunks ist.